# دائرة بيانات الآداب والعلوم الإنسانية
دائرة بيانات الآداب والعلوم الإنسانية (AHDS) كانت دائرة وطنية في المملكة المتحدة تقدم المساعدة في مجال اكتشاف وإبداع وحفظ الموارد الرقمية في الأبحاث وطرق التدريس والتعلم الخاصة بالآداب والعلوم الإنسانية. وتم تأسيسها عام 1996 وتوقفت عن العمل في عام 2008 (على الرغم من أن الموقع الإلكتروني والمجموعات الرقمية ذات الصلة لا تزال متاحة).

## التنظيم
وجرى تنظيم الدائرة عبر الإدارة التنفيذية في كلية كينجز كوليدج لندن وخمسة مراكز خاصة بدائرة بيانات الآداب والعلوم الإنسانية، والتي جرى استضافتها من قِبل العديد من معاهد التعليم العالي في المملكة المتحدة، وكان يتم تمويل دائرة بيانات الآداب والعلوم الإنسانية حتى نهاية مارس 2008 من قِبل اللجنة المشتركة لنظم المعلومات ومجلس بحوث الآداب والعلوم الإنسانية (AHRC).
ومع ذلك، وفي مارس 2007 قرر مجلس بحوث الآداب والعلوم الإنسانية وقف تمويل دائرة بيانات الآداب والعلوم الإنسانية بعد مارس 2008. ونتيجة لذلك، تقوم دائرة بيانات الآداب والعلوم الإنسانية بنصيحة أصحاب الطلبات الخاصة بمجلس بحوث الآداب والعلوم الإنسانية بالتأكد من أن مشروعاتهم تتضمن ميزانية لتكاليف الحفظ والاستدامة (سواء لدى دائرة بيانات الآداب والعلوم الإنسانية أو غيرها من الدوائر الأخرى).
وبعد توقف دائرة بيانات الآداب والعلوم الإنسانية، تم تأسيس شبكة الأساليب ومركز البحوث الإلكترونية (CeRch) في كلية كينجز كوليدج بلندن في عام 2008. ويهدف المركز إلى تسهيل التعاون بين مختلف التخصصات والتعاون المؤسسي والوطني والدولي.

## المراكز المتخصصة
والمراكز الخمسة المتخصصة الخاصة بدائرة بيانات الآداب والعلوم الإنسانية هي:
- دائرة بيانات الآداب والعلوم الإنسانية الخاصة بعلم الآثار — جامعة يورك.
- دائرة بيانات الآداب والعلوم الإنسانية الخاصة بعلم التاريخ — جامعة إيسكس.
- دائرة بيانات الآداب والعلوم الإنسانية الخاصة باللغات واللغويات — جامعة أكسفورد.
- دائرة بيانات الآداب والعلوم الإنسانية الخاصة بالفنون المسرحية — معهد التكنولوجيا المتقدمة ومعلومات العلوم الإنسانية (HATII) في جامعة غلاسكو.
- دائرة بيانات الآداب والعلوم الإنسانية الخاصة بالفنون البصرية — جامعة الفنون الإبداعية (حرم فارنهام الجامعي).

## مجالات العمل
تتضمن مجالات العمل المحددة التي تغطيها دائرة بيانات الآداب والعلوم الإنسانية:
- الحفظ الرقمي - بما في ذلك سلسلة كتيبات الحفظ التي تحتوي على تفاصيل خاصة بمسائل الحفظ مع العديد من تنسيقات الملفات الرقمية ومعلومات بشأن المستودع الرقمي
- تقديم المشورة بشأن الرقمنة - بما في ذلك سلسلة من دراسات الحالة الخاصة بمشروعات الرقمنة الحالية، و أوراق معلوماتية حول قضايا معينة في مجال الرقمنة وأدلة الممارسات الجيدة التي تتناول موضوعات الرقمنة في تخصصات أدبية وتخصصات علوم إنسانية معينة
- مجموعات متاحة عبر الإنترنت تم إنشاؤها من قِبل جامعات ومتاحف في المملكة المتحدة. ويشمل ذلك:
  - كتالوج عبر الإنترنت مع تفاصيل المجموعات المتاحة ضمن الأرشيف
  - مجموعة شكسبير للتصميم  - 40 عامًا من الأداء الشكسبيري في لندن وستراتفورد
  - أوراق ستورمونت - مناقشات برلمانية من أيرلندا الشمالية للفترة من 1921 إلى 1972.

## وصلات خارجية
- الموقع الرسمي
- موقع CeRch